# Scara Palermo
Scara Palermo de pericol de impact este o scară logaritmică (baza 10) folosită de astronomi pentru a evalua pericolul potențial de impact al unui obiect apropiat de Pământ (NEO). Combină două tipuri de date — probabilitatea impactului și randamentul cinetic estimat — într-o singură valoare de "periculozitate". Un rating 0 înseamnă că pericolul este echivalent cu pericolul de fond (definit ca riscul mediu reprezentat de obiecte de aceeași mărime sau mai mare pe parcursul anilor până la data impactului potențial). Un nivel +2 ar indica un pericol de 100 de ori mai mare decât un eveniment de fundal aleatoriu. Valorile scării mai mici de -2 reflectă evenimentele pentru care nu există consecințe probabile, în timp ce valorile între -2 și 0 indică situații care merită o monitorizare atentă. O scară similară, dar mai puțin complexă este Scara Torino, care este folosită pentru descrieri mai simple în mediile ne-științifice.

## Scara
Scara compară probabilitatea impactului potențial detectat cu riscul mediu reprezentat de obiecte de aceeași mărime sau mai mare în decursul anilor până la data impactului potențial. Acest risc mediu datorat impactului aleator este cunoscut ca risc de fond. Valoarea scalei Palermo, P, este definită de ecuația:
{\displaystyle P\equiv \log _{10}{\frac {p_{i}}{f_{B}T}}}
unde
- pi este probabilitatea de impact
- T este intervalul de timp pe care pi este considerat
- fB este frecvența impactului de fond

Frecvența impactului de fond este definită în acest scop ca fiind:
{\displaystyle f_{B}={\frac {3}{100}}E^{-{\frac {4}{5}}}{\text{ (/an)}}\;}
unde pragul energetic E este măsurat în megatone TNT 

## Rating pozitiv
Obiectul (89959) 2002 NT7 a fost primul obiect din apropierea Pământului detectat de ultimul program NEO al NASA care i-a dat un rating pozitiv de 0,06, indicând o amenințare mai mare decât cea de fond. Ulterior, valoarea a fost redusă după ce au fost efectuate mai multe măsurători. 2002 NT7 nu mai este considerat ca prezentând nici un risc și a fost eliminat din tabelul de risc Sentry la 1 august 2002.
În septembrie 2002, cel mai mare rating Palermo a fost cel al asteroidului  (29075) 1950 DA, cu o valoare de 0,17 pentru o posibilă coliziune în anul 2880. Până în decembrie 2015, ratingul a fost redus până la -1,42.
Pentru o scurtă perioadă de timp, la sfârșitul lunii decembrie 2004, asteroidul (99942) Apophis (cunoscut pe atunci doar prin denumirea sa provizorie 2004 MN4) a deținut recordul pentru cele mai înalte valori ale scării Palermo, cu o valoare de 1,10 coliziune posibilă în anul 2029. Valoarea 1,10 indică faptul că o coliziune cu acest obiect a fost considerată a fi de aproape 12,6 ori mai probabilă decât un eveniment de fond aleatoriu: 1 din 37 în loc de 1 din 472. În urma observațiilor suplimentare până în 2016, s-a tras concluzia că nu există risc semnificativ de la asteroidul Apophis pentru nici una dintre datele în cauză.